# Tadas Prajara

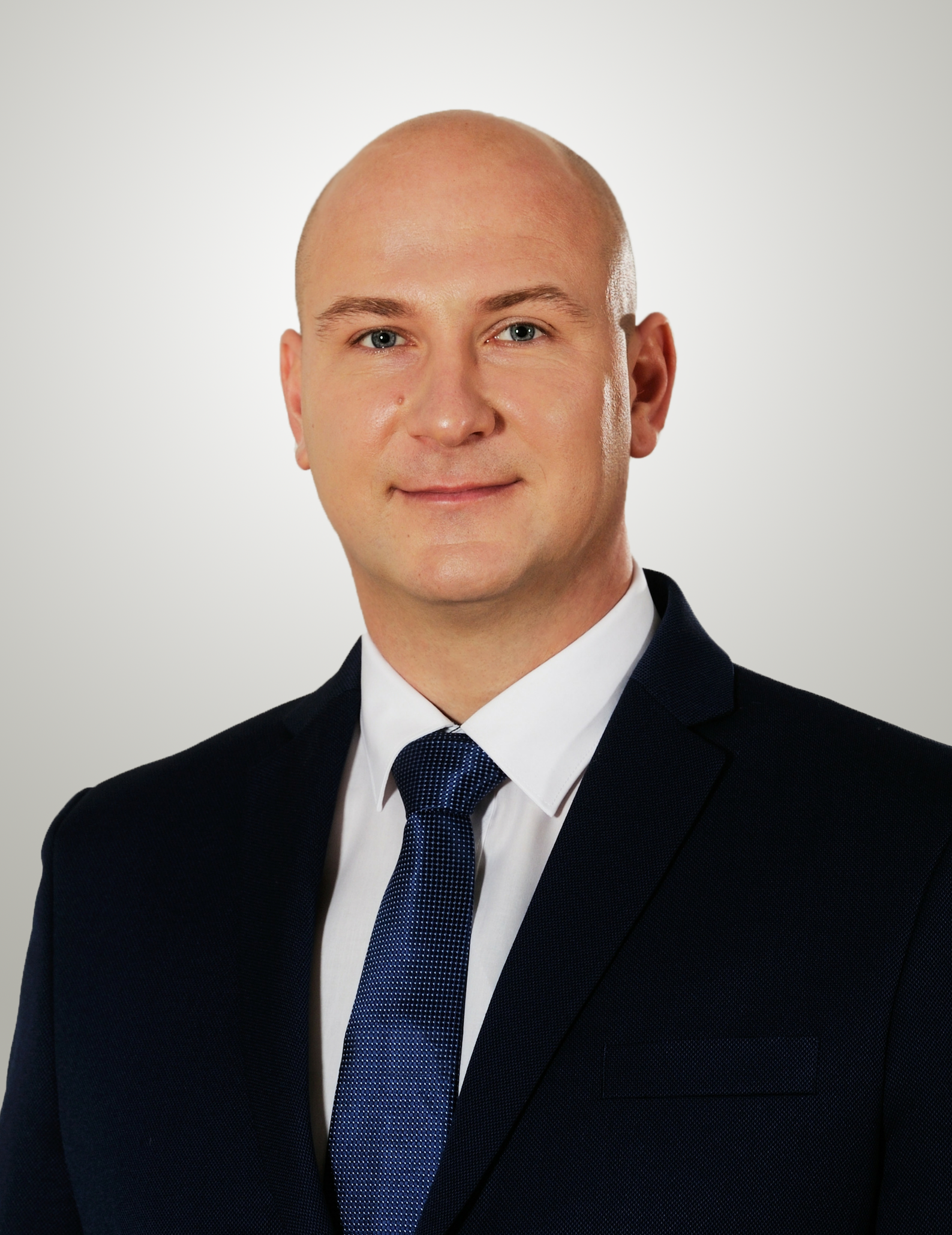
Tadas Prajara, 2020

Tadas Prajara (* 1. September 1986 in Marijampolė) ist ein litauischer  linker Politiker, seit November 2024 Mitglied des Seimas.

## Leben
Nach dem Abitur  an der Mittelschule absolvierte Tadas Prajara 2017 das Bachelorstudium der Agronomie an der Aleksandro Stulginskio universitetas in der litauischen zweitgrößten Stadt Kaunas. Von 2011 bis 2024 arbeitete er als Spezialist im Agrarunternehmen  	UAB "Baltic Agro". Im April 2014 gründete er eigenes Unternehmen UAB "Prajara".
Von 2023 bis 2024 war er Mitglied im Rat der Gemeinde Marijampolė. Von 2023 bis 2024 war er Mitglied des Entwicklungsrats der Region Marijampolė.
In der Parlamentswahl in Litauen 2024 wurde er in den 14. Seimas als Kandidat der LSDP gewählt.
Seit 2014 ist er Mitglied von LSDP.
Er ist verheiratet.